# Harbaqa Dam
Harbaqa Dam är en dammbyggnad i Syrien.   Den ligger i provinsen Homs, i den centrala delen av landet, 150 kilometer nordost om huvudstaden Damaskus. Harbaqa Dam ligger 692 meter över havet.
Terrängen runt Harbaqa Dam är kuperad söderut, men norrut är den platt. Runt Harbaqa Dam är det glesbefolkat, med 14 invånare per kvadratkilometer..
Trakten runt Harbaqa Dam är ofruktbar med lite eller ingen växtlighet.